# Emmanuelshuizen

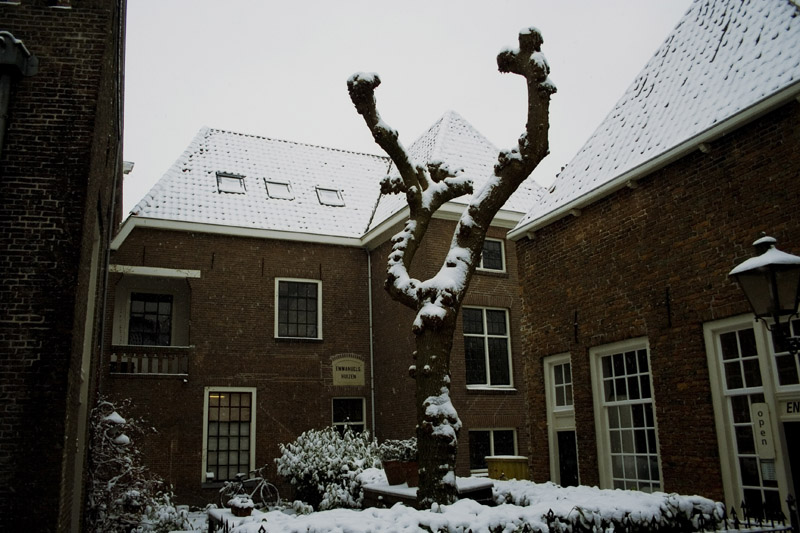
Emmanuëlshuizen

De Emmanuelshuizen was een 17e-eeuws gasthuiscomplex aan de Praubstraat in de Nederlandse stad Zwolle.

## Geschiedenis
Het gasthuis werd in 1639 gesticht volgens het testament van Anna van Haerst. De woonstichting kreeg de naam van haar partner Emmanuel. In 1639 werden negen vrouwen in dit complex gehuisvest, dat ook het oudste gedeelte van het Langhuis omsloot. In 1882 werd het naastliggende perceel Praubstraat 21 aangekocht, waarna het aantal bewoonsters naar 23 steeg. Het complex raakte aan het einde van de 20e eeuw in verval. De zandsteen poort, die afkomstig was uit het gesloopte Hervormd Weeshuis, dateert uit de periode.